# Nicolas Siret
Nicolas Siret (Troyes, 3 marzo 1663 – Troyes, 22 giugno 1754) è stato un compositore, clavicembalista e organista francese.

## Biografia
Nicolas Siret passò interamente la vita a Troyes, in Francia, dove lavorò come organista presso la chiesa di San Jean e presso la cattedrale dei Santi Pietro e Paolo. Anche suo padre e suo nonno furono organisti nella medesima città.
Siret fu amico e ammiratore di François Couperin e la sua prima raccolta di composizioni per clavicembalo, pubblicata intorno al 1709, venne dedicata a Couperin. Tutte le suite di questa raccolta iniziano con un'ouverture in stile francese, secondo la tradizione iniziata da Jean-Baptiste Lully.
Il suo secondo volume di composizioni per clavicembalo, pubblicato nel 1719, fu, insieme al trattato di Couperin L'Art de Toucher le Clavecin, una delle ultime pubblicazioni ad includere preludi non misurati, secondo lo stile antico. Siret compose anche le Pièces de catactère, brani non in forma di danza, stilisticamente simili ai lavori di Couperin, ed una Fuga primi toni per organo.